# Gamów
Gamów is een plaats in het Poolse district  Raciborski, woiwodschap Silezië. De plaats maakt deel uit van de gemeente Rudnik en telt 470 inwoners.